# 中原彼得堡航空大学
中原彼得堡航空学院成立于2017年6月24日，由中原工学院和俄罗斯圣彼得堡国立宇航仪器制造大学联合建设。
中原彼得堡航空学院由中俄双方大学共同管理。学生须于4年内在中国国内完成培养方案规定学分，且具有俄语一级水平。学生无须赴俄方大学学习，可获得中原工学院颁发的学历证书、学位证书和俄罗斯圣彼得堡国立宇航仪器制造大学颁发的学位证书。